# 唐沢川 (厚木市・清川村)
唐沢川（からさわがわ）は、神奈川県厚木市および愛甲郡清川村を流れる普通河川である。相模川水系中津川の支流。

## 地理
厚木市の西に位置する丹沢山地の大山付近に源を発し北流。清川村宮ヶ瀬の唐沢キャンプ場付近（清川村宮ヶ瀬）で中津川に合流する。

## 主な支流
- 石尊川（石尊沢）
- 小唐沢
- 物見沢（物見沢）

## 橋梁
- 小唐沢橋 - （唐沢林道）